# جی او. ساندرس
جی او. ساندرس (به انگلیسی: Jay O. Sanders) (زاده ۱۶ آوریل ۱۹۵۳) بازیگر آمریکایی است.
از فیلم‌های معروف او می‌توان به فیلم‌های برای ثروتمند یا فقیر، کادیلاک رکوردز، آقای سرنوشت، افتخار، سه آرزو، وقتی که عنکبوت می‌آید، بازگشت دوست‌پسرم، شاهزاده پنسیلوانیا، اعتراف، فرشتگان در زمین بیس‌بال، ملاقات با ونوس و ادیسه آمریکایی اشاره کرد.